# 사자에상
사자에상(サザエさん 사자에씨[*])은 일본의 만화가 하세가와 마치코(長谷川町子)의 만화작품 및 동명의 애니메이션 작품이다. 이 작품에 등장하는 주인공 '후구타 사자에'(일본어: フグ田サザエ)의 이름에서 작품명이 지어졌다.
일본에 거주하는 사람이면 남녀노소 누구나 알고 있을 정도의 국민적인 만화 작품으로 손꼽히는 작품으로, 이후 애니메이션으로 만들어져 1969년 10월 5일 후지TV를 통해 방송된 지 50년이 넘은 초장수 작품이다. 그 외에도 일본에서는 몇 개의 드라마로 만들어져 공개된 바 있다.
원작 만화는 1946년 4월 22일 후쿠오카의 지방 신문인 '석간 후쿠니치'(夕刊 フクニチ)에 하카타에 거주하는 보통 일가의 딸 사자에(サザエ)의 이야기로 네컷 만화로 연재되었다. 이후 1949년 작가 하세가와가 도쿄로 이사를 한 이후에는, '석간 아사히 신문'(아사히 신문과 별도의 새 신문), 아사히 신문에서 연재가 계속되었다. 연재 내용도 사자일가가 도쿄의 사쿠라신마치로 이사를 해온 것으로 바뀌어 계속되었다.
스토리 만화 형식이 아닌, 시대를 흘러도 일관되게 같은 무대, 인물로 펼쳐지는 독립 에피소드로 구성된 형식의 만화로, 당시 일본의 시대적 배경을 상징하는 내용들이 많은 것을 그 특징으로 하고 있다.
만화책 단행본은 아사히 신문 출판으로 1600만 부, 기타 자매지를 통해 7000만 부 이상이 발행되었으며, 일본의 신문연재만화 사상 최대의 베스트셀러이다. 미국에서도 'The wonderful mountain of Lion'이라는 제목으로 번역출간되었다.

## 방송 일시
| 방송 채널 | 방송일                 | 방송 시간                            |
| --------- | ---------------------- | ------------------------------------ |
| 후지TV    | 1969년 10월 5일 ~ 현재 | 매주 일요일 오후 6시 30분 ~ 7시 (본) |

### 제작진
- 기획 / 제작 - Nippon Animation, 후지 TV
- 제작 - Nippon Animation, 후지 TV
- 저작권 표시 ⓒ 1969 ~ Nippon Animation All rights reserved.

## 같이 보기
- 마루코는 아홉살 (후지 TV 계열 : 매주 일요일 오후 6시)